# 臺中州
臺中州（日语：〔〕／ Taichū shū），是台灣日治時期設置的行政區劃之一，1920年合併原臺中廳與南投廳而成，轄域為今臺中市、彰化縣、南投縣。1945年，改制為臺中縣，原下轄之臺中、彰化兩市獨立為省轄市。

## 行政区划
| 臺中州行政區劃（1920～1945年）                                                                                   |
| a b 大屯郡 豐原郡 大 甲 郡 東 勢 郡 彰化郡 員林郡 北斗郡 南投郡 竹山郡 能 高 郡 新 高 郡 - a：臺中市 - b：彰化市 |

### 市、郡
臺中州於昭和20年（1945年）管轄二市、十一郡。
| 編號       | 名稱   | 假名（歷史假名遣） | 轄屬區域   | 治所       | 備註                                   |
| ---------- | ------ | ------------------ | ---------- | ---------- | -------------------------------------- |
| 1          | 臺中市 | たいちゆうし       | 31町6大字  | 幸町       | 今臺中市中區、東區、西區、南區、北區。 |
| 2          | 彰化市 | しやうくわし       | 38町3大字  | 本町       | 1933年由彰化街、南郭、大竹合併成立。   |
| 3          | 大屯郡 | だいとんぐん       | 7          | 臺中市     |                                        |
| 4          | 豐原郡 | とよはらぐん       | 1街4       | 豐原街     |                                        |
| 5          | 大甲郡 | たいかふぐん       | 4街4       | 清水街     |                                        |
| 6          | 東勢郡 | とうせいぐん       | 1街2庄1蕃地  | 東勢街     |                                        |
| 7          | 彰化郡 | しやくわぐん       | 1街6       | 彰化市     |                                        |
| 8          | 員林郡 | ゐんりんぐん       | 3街6       | 員林街     |                                        |
| 9          | 北斗郡 | ほくとぐん         | 2街6       | 北斗街     |                                        |
| 10         | 南投郡 | なんとうぐん       | 2街2       | 南投街     |                                        |
| 11         | 竹山郡 | たけやまぐん       | 1街1       | 竹山街     |                                        |
| 12         | 能高郡 | のうかうぐん       | 1街11蕃地  | 埔里街     |                                        |
| 13         | 新高郡 | にひたかぐん       | 1街11蕃地  | 集集街     |                                        |
| 裁撤或改制 | 新高市 | にひたかし         | 計畫未實施 | 計畫未實施 | 計畫未實施                             |

### 街、
| 郡       | 名稱   | 備註                                                 |
| -------- | ------ | ---------------------------------------------------- |
| 大 屯 郡 | 大里   | 今臺中市大里區                                       |
| 大 屯 郡 | 霧峰   | 今臺中市霧峰區                                       |
| 大 屯 郡 | 大平   | 今臺中市太平區                                       |
| 大 屯 郡 | 北屯   | 今臺中市北屯區                                       |
| 大 屯 郡 | 西屯   | 今臺中市西屯區                                       |
| 大 屯 郡 | 南屯   | 今臺中市南屯區                                       |
| 大 屯 郡 | 烏日   | 今臺中市烏日區                                       |
| 豐 原 郡 | 豐原街 | 今臺中市豐原區                                       |
| 豐 原 郡 | 內埔   | 今臺中市后里區                                       |
| 豐 原 郡 | 神岡   | 今臺中市神岡區                                       |
| 豐 原 郡 | 大雅   | 今臺中市大雅區                                       |
| 豐 原 郡 | 潭子   | 今臺中市潭子區                                       |
| 大 甲 郡 | 清水街 | 今臺中市清水區                                       |
| 大 甲 郡 | 梧棲街 | 今臺中市梧棲區                                       |
| 大 甲 郡 | 大甲街 | 今臺中市大甲區                                       |
| 大 甲 郡 | 沙鹿街 | 今臺中市沙鹿區                                       |
| 大 甲 郡 | 外埔   | 今臺中市外埔區                                       |
| 大 甲 郡 | 大安   | 今臺中市大安區                                       |
| 大 甲 郡 | 龍井   | 今臺中市龍井區                                       |
| 大 甲 郡 | 大肚   | 今臺中市大肚區                                       |
| 東 勢 郡 | 東勢街 | 今臺中市東勢區                                       |
| 東 勢 郡 | 石岡   | 今臺中市石岡區                                       |
| 東 勢 郡 | 新社   | 今臺中市新社區                                       |
| 東 勢 郡 | 蕃地   | 今臺中市和平區                                       |
| 彰 化 郡 | 鹿港街 | 今彰化縣鹿港鎮                                       |
| 彰 化 郡 | 和美街 | 今彰化縣和美鎮                                       |
| 彰 化 郡 | 線西   | 今彰化縣線西鄉、伸港鄉                               |
| 彰 化 郡 | 福興   | 今彰化縣福興鄉                                       |
| 彰 化 郡 | 秀水   | 今彰化縣秀水鄉                                       |
| 彰 化 郡 | 花壇   | 今彰化縣花壇鄉                                       |
| 彰 化 郡 | 芬園   | 今彰化縣芬園鄉                                       |
| 彰 化 郡 | 彰化街 | 1933年升格州轄市                                     |
| 彰 化 郡 | 南郭   | 1933年廢，併入彰化市                                 |
| 彰 化 郡 | 大竹   | 1933年廢，併入彰化市                                 |
| 員 林 郡 | 員林街 | 今彰化縣員林市                                       |
| 員 林 郡 | 溪湖街 | 今彰化縣溪湖鎮                                       |
| 員 林 郡 | 田中街 | 今彰化縣田中鎮                                       |
| 員 林 郡 | 大村   | 今彰化縣大村鄉                                       |
| 員 林 郡 | 埔鹽   | 今彰化縣埔鹽鄉                                       |
| 員 林 郡 | 坡心   | 今彰化縣埔心鄉                                       |
| 員 林 郡 | 永靖   | 今彰化縣永靖鄉                                       |
| 員 林 郡 | 社頭   | 今彰化縣社頭鄉                                       |
| 員 林 郡 | 二水   | 今彰化縣二水鄉                                       |
| 北 斗 郡 | 北斗街 | 今彰化縣北斗鎮                                       |
| 北 斗 郡 | 二林街 | 今彰化縣二林鎮                                       |
| 北 斗 郡 | 田尾   | 今彰化縣田尾鄉                                       |
| 北 斗 郡 | 埤頭   | 今彰化縣埤頭鄉                                       |
| 北 斗 郡 | 沙山   | 今彰化縣芳苑鄉                                       |
| 北 斗 郡 | 大城   | 今彰化縣大城鄉                                       |
| 北 斗 郡 | 竹塘   | 今彰化縣竹塘鄉                                       |
| 北 斗 郡 | 溪州   | 今彰化縣溪州鄉                                       |
| 南 投 郡 | 南投街 | 今南投縣南投鎮                                       |
| 南 投 郡 | 草屯街 | 今南投縣草屯鎮                                       |
| 南 投 郡 | 中寮   | 今南投縣中寮鄉                                       |
| 南 投 郡 | 名間   | 今南投縣名間鄉                                       |
| 竹 山 郡 | 竹山街 | 今南投縣竹山鎮                                       |
| 竹 山 郡 | 鹿谷   | 今南投縣鹿谷鄉、水里鄉玉峰村、永興村、興隆村         |
| 能 高 郡 | 埔里街 | 今南投縣埔里鎮                                       |
| 能 高 郡 | 國姓   | 今南投縣國姓鄉                                       |
| 能 高 郡 | 蕃地   | 今南投縣仁愛鄉                                       |
| 新 高 郡 | 集集街 | 今南投縣集集鎮、水里鄉（不含玉峰村、永興村、興隆村） |
| 新 高 郡 | 魚池   | 今南投縣魚池鄉                                       |
| 新 高 郡 | 蕃地   | 今南投縣信義鄉                                       |

## 人口統計
昭和16年（1941年）當時的統計
- 總人口　1,380,187人
  - 詳細包含
    - 內地人（日本人）：46,371人
    - 本島人（台灣人）：1,329,620人
    - 朝鮮人：333人
    - 其他：3,863人

| 郡市名 | 面積 （km²） | 人口 （人） | 人口 （人） | 人口 （人） | 人口 （人） | 人口 （人） | 人口 （人） | 人口密度 （人/km²） |
| 郡市名 | 面積 （km²） | 本國籍      | 本國籍      | 本國籍      | 外國籍      | 外國籍      | 計          | 人口密度 （人/km²） |
| 郡市名 | 面積 （km²） | 臺灣        | 內地        | 朝鮮        | 中華民國    | 其他外國    | 計          | 人口密度 （人/km²） |
| ------ | ------------ | ----------- | ----------- | ----------- | ----------- | ----------- | ----------- | ------------------- |
| 臺中市 | 29.6655      | 80,104      | 19,974      | 117         | 1,075       | 2           | 101,272     | 3,414               |
| 彰化市 | 65.6947      | 58,466      | 3,987       | 47          | 533         | 0           | 63,033      | 959                 |
| 大屯郡 | 424.8642     | 105,576     | 1,241       | 0           | 134         | 0           | 106,951     | 252                 |
| 豐原郡 | 193.4335     | 104,506     | 2,379       | 17          | 280         | 2           | 107,184     | 554                 |
| 東勢郡 | 1,242.3236   | 49,492      | 2,037       | 39          | 67          | 0           | 51,635      | 42                  |
| 大甲郡 | 324.7551     | 166,391     | 3,128       | 19          | 312         | 0           | 169,850     | 523                 |
| 彰化郡 | 265.2097     | 171,327     | 1,323       | 4           | 198         | 0           | 172,852     | 652                 |
| 員林郡 | 283.2752     | 204,334     | 2,712       | 11          | 496         | 4           | 207,557     | 733                 |
| 北斗郡 | 447.2853     | 165,073     | 5,147       | 0           | 290         | 0           | 170,510     | 381                 |
| 南投郡 | 405.3843     | 105,491     | 1,695       | 1           | 163         | 0           | 107,350     | 265                 |
| 新高郡 | 1,665.8891   | 43,877      | 1,447       | 12          | 166         | 0           | 45,502      | 27                  |
| 能高郡 | 1,611.4582   | 56,138      | 1,925       | 15          | 194         | 0           | 58,272      | 36                  |
| 竹山郡 | 423.7043     | 49,090      | 693         | 2           | 93          | 0           | 49,878      | 118                 |
| 臺中州 | 7,382.9426   | 1,359,865   | 47,688      | 284         | 4,001       | 8           | 1,411,846   | 191                 |

## 族群分佈

### 現今台中市範圍
1926年的普查統計中，247,800人為福建籍、74,300人為廣東籍。（以移民時清朝及明朝的區域劃分福建省及廣東省。）
| 省份             | 州府             | 地區            | 語言 （方言）                             |
| ---------------- | ---------------- | --------------- | ----------------------------------------- |
| 福建／ 24.78萬人 | 泉州／ 12.32萬人 | 安溪／2.16萬人  | 閩南語（泉州）                            |
| 福建／ 24.78萬人 | 泉州／ 12.32萬人 | 同安／4.02萬人  | 閩南語（泉州）                            |
| 福建／ 24.78萬人 | 泉州／ 12.32萬人 | 三邑／6.14萬人  | 閩南語（泉州）                            |
| 福建／ 24.78萬人 | 漳州／12.14萬人  | 漳州／12.14萬人 | 閩南語（漳州）                            |
| 福建／ 24.78萬人 | 漳州／12.14萬人  | 漳州／12.14萬人 | 客家話（南靖、平和、詔安）                |
| 福建／ 24.78萬人 | 汀州／5千人      | 汀州／5千人     | 客家話（汀州）                            |
| 福建／ 24.78萬人 | 龍巖／約200人    | 龍巖／約200人   | 客家話（汀州） 閩南語（龍巖、漳平）       |
| 福建／ 24.78萬人 | 福州／6.7千人    | 福州／6.7千人   | 閩東語（福州）                            |
| 福建／ 24.78萬人 | 興化／約200人    | 興化／約200人   | 興化話（莆田、仙遊）                      |
| 福建／ 24.78萬人 | 永春／2.1千人    | 永春／2.1千人   | 閩南語（泉州、大田）                      |
| 廣東／ 7.43萬人  | 潮州／3.10萬人   | 潮州／3.10萬人  | 客家話（豐順、饒平、大埔） 閩南語（潮州） |
| 廣東／ 7.43萬人  | 嘉應／3.02萬人   | 嘉應／3.02萬人  | 客家話（四縣、長樂）                      |
| 廣東／ 7.43萬人  | 惠州／1.31萬人   | 惠州／1.31萬人  | 客家話（海陸） 閩南語（潮州、漳州）       |
| 其他／2.2千人    |                  |                 |                                           |

明、清渡海至臺中開發的人群，主要來自中國大陸閩、粵兩省，以福建省泉州府和漳州府為主，泉州籍略多於漳州籍，泉州籍移民多分佈於海線地區以及山線的后里、神岡地區，內部移民籍貫以三邑籍較多；漳州籍移民所分佈的地點為市區、屯區以及山線的豐原、潭子、大雅地區；漳泉以外的移民構成福建族群之少數，有福州、汀州和興化移民。
客家移民內部以潮州府大埔與饒平籍居多，其次為嘉應州籍，並集中分佈於山線（括號內為該區客家人比例）現今東勢區（83.99%）、石岡區（70.46%）、新社區（55.22%）、和平區（46.67%）、豐原區（25.88%），多操持大埔腔，和平區及東勢區亦有人操持海陸腔及四縣腔。

## 設施

### 教育

#### 高等教育
- 台中高等農林學校（原台北帝國大學附屬農林專門部，1943年遷至台中，今 國立中興大學）
- 台中師範學校（今 國立臺中教育大學）

#### 中等教育
- 台中州立台中第一中學校（今 臺中市立臺中第一高級中等學校）
- 台中州立台中第二中學校（戰後1946年年初，原校舍轉交台中農業學校（今國立興大附農）使用；同年秋，遷至台中第二高女校地與該校合併，定名為「省立臺中第二中學」，即現今的臺中市立臺中第二高級中等學校。）
- 台中州立台中第一高等女學校（今 臺中市立臺中女子高級中等學校）
- 台中州立台中第二高等女學校（戰後1946年與台中第二中學校合併成「省立臺中第二中學」）
- 台中州立台中家政女學校（今 臺中市立臺中家事商業高級中等學校）
- 台中州立台中工業學校（今 臺中市立臺中工業高級中等學校）
- 台中州立台中商業學校（今 國立臺中科技大學）
- 台中州立台中農業學校（今 國立中興大學附屬臺中高級農業學校。1937年創校於今第二校區（臺灣大道與惠中路口），二戰末期原校舍被炸毀，遷至當時台中第二中學校校地）
- 台中州立彰化中學校（今 國立彰化高級中學）
- 台中州立彰化高等女學校（今 國立彰化女子高級中學）
- 台中州立彰化工業學校（今 國立彰化師範大学附屬高級工業職業學校）
- 台中州立彰化商業學校（今 國立彰化高級商業職業學校）
- 台中州立員林家政女學校（今 國立員林高級中學）
- 台中州立員林農業學校（今 國立員林高級農工職業學校）

#### 其他
- 臺中州立圖書館
- 臺中州立商工獎勵館
- 臺中州立教育博物館
- 臺中州立國語講習所講師養成所

### 警察
昭和20年（1945年）當時設有
- 台中州警務部
  - 台中警察署（今臺中市政府警察局第一分局局址）
  - 彰化警察署（今彰化縣警察局彰化分局 （页面存档备份，存于）局址）
  - 大屯郡警察課
  - 豐原郡警察課
  - 東勢郡警察課
  - 大甲郡警察課
  - 彰化郡警察課
  - 員林郡警察課
  - 北斗郡警察課
    - 二林分室

  - 南投郡警察課（今南投縣政府警察局草屯分局 （页面存档备份，存于）。原名為南投分局，位於南投鎮。1950年11月搬遷至草屯鎮，隔年10月改稱為草屯分局。原屬南投分局之南投派出所，更名為南投縣警察局直屬南投分駐所。）
    - 草屯分室（今南投縣警局草屯分局草屯派出所）

  - 竹山郡警察課（今南投縣警局竹山分局 （页面存档备份，存于））
  - 能高郡警察課（今南投縣警局埔里分局 （页面存档备份，存于））
    - 霧社分室（今南投縣警局仁愛分局 （页面存档备份，存于）霧社派出所）

  - 新高郡警察課（今南投縣警局集集分局 （页面存档备份，存于））

### 醫療
- 台灣總督府交通局鐵道部台北鐵道病院彰化分院（戰後木造院舍失火燒毀，適逢台鐵欲在高雄設鐵路醫院，決定不修復，醫護人員及醫療器材遷高雄建立台鐵高雄鐵路醫院）
- 台灣總督府台中病院 （今衛生福利部臺中醫院）

### 法院
昭和20年（1945年）當時設有
- 台中地方法院（今臺灣臺中地方法院）

### 神社
- 台中神社
- 彰化神社
- 員林神社
- 清水神社
- 豐原神社
- 東勢神社
- 竹山神社
- 北斗神社
- 田中神社
- 鹿港神社
- 秀水神社
- 能高神社
- 南投神社
- 魚池神社

### 試驗場
- 臺中州立農事試驗場
- 臺中州立水產試驗場
- 臺中州立林業試驗場
- 臺中州立林業試驗場埔里分場
- 臺中州立工業試驗所
- 臺中州立種畜場

### 稅務出張所
- 彰化稅務出張所
- 南投稅務出張所

## 交通

### 總督府鐵道
昭和19年（1944年）當時路線包括：
- 縱貫線（今西部幹線之主要部分）
- 台中線
- 集集線

### 指定道路
昭和14年（1939年）當時包含以下「指定道路」：
- 縱貫道路
- 后里大甲道（今甲后路）
- 豐原三叉道
- 豐原東勢道
- 公館清水道
- 沙鹿梧棲道
- 沙鹿塗葛堀道
- 大肚沙鹿道
- 王田塗葛堀道
- 台中南屯道
- 台中沙鹿道（今臺灣大道）
- 台中公館道
- 台中南投道
- 彰化和美道
- 彰化鹿港道
- 員林鹿港道
- 員林林內道
- 田中北斗道
- 北斗沙山道
- 草屯埔里道
- 南投埔里道
- 南投竹山道
- 二水集集道
- 竹山林內道

### 港灣
昭和13年（1938年）當時
- 鹿港（對中國貿易專用的「特別輸出入港」）

## 国立公園
- 次高太魯閣國立公園 （次高・タロコ国立公園，雪霸國家公園、太魯閣國家公園前身）
- 新高阿里山國立公園 （新高阿里山国立公園，玉山國家公園前身）

## 軍隊
- 步兵第7連隊：1944年（昭和19年）7月調防至沖繩，11月移駐台中州至終戰。
- 步兵第88連隊：1945年（昭和20年）2月，轉進台灣、於台中州地區構築防御陣地至終戰。

## 臺中州歌
作詞：長野洋子
作曲：福里政男

1
紫雲たなびく　黎明に
旭光映ゆる　新高の
希望の峰を　仰ぎ見て
清氣は溢る　我が鄉土
ああ　我等が鄉土　臺中州

2
島の最中に　開け行く
沃野は續く　幾十里
皇化の露に　稔る穗の
惠洽し　我が鄉土
ああ　我等が鄉土　臺中州

3
岸の波風　荒ぶとも
試練の秋に たゆみなき
堅忍不拔　覺悟あり
協力一致　我が鄉土
ああ　我等が鄉土　臺中州

4
我等が汁と　力もて
今ぞ文化の　花開く
ひとしく仰ぐ　日の御旗
輝く平和　我が鄉土
ああ　我等が鄉土　臺中州

臺中州歌 （页面存档备份，存于） 

## 相關連結
- 台灣日治時期行政區劃
- 臺中州廳
- 台中州知事
- 中彰投